# Xiangqi nos Jogos Asiáticos em Recinto Coberto de 2009
As competições de xiangqi (xadrez chinês) nos Jogos Asiáticos em Recinto Coberto de 2009 ocorreram entre 3 e 7 de novembro. Dois eventos foram disputados.

## Calendário
| Outubro/Novembro | 28 | 29 | 30 | 31 | 1 | 2 | 3 | 4 | 5 | 6 | 7 | 8 | Finais |
| ---------------- | -- | -- | -- | -- | - | - | - | - | - | - | - | - | ------ |
| Xiangqi          |    |    |    |    |   |   |   |   | 1 |   | 1 |   | 2      |

## Quadro de medalhas
| Ordem | País      | Medalha de ouro | Medalha de prata | Medalha de bronze |   |
| ----- | --------- | --------------- | ---------------- | ----------------- | - |
| 1     | China     | 2               | 1                |                   | 3 |
| 2     | Vietname  |                 | 1                |                   | 1 |
| 3     | Hong Kong |                 |                  | 2                 | 2 |
| TOTAL | TOTAL     | 2               | 2                | 2                 | 6 |

## Medalhistas
| Evento                      | Ouro               | Prata              | Bronze                      |
| Individual rápido masculino | CHN China Wang Bin | CHN China Xie Jing | HKG Hong Kong Chan Chun Kit |
| Equipes masculinas          | CHN China          | VIE Vietnã         | HKG Hong Kong               |